# Magnetofon (album)
Magnetofon – piąty album Papriki Korps, nagrany w studio Punkt G w 2007 roku, a wydany na CD 26 marca 2007 przez wytwórnię Karrot Kommando.

## Lista utworów
1. „The Souvereign”
2. „Welcome Home”
3. „Zdecydujcie się”
4. „Hi-Fi”
5. „Proper Song”
6. „Overdub The Life-Line”
7. „Słonie”
8. „Magnetofon”
9. „Old Man”
10. „Standbay Lights”
11. „Kamieniczny Dub”